# Supplémentation
La supplémentation, ou plus spécifiquement supplémentation nutritionnelle, est le fait d'utiliser un supplément nutritionnel (également appelé complément alimentaire) pour pallier une carence ou dans une optique d'amélioration des performances (physiques ou cognitives). Elle peut avoir un intérêt prophylactique ou thérapeutique. Il existe notamment des supplémentations en vitamines (vitamine A, vitamine C, vitamine D, vitamine B12 ...), en minéraux (calcium, magnésium, fer...) et en acides gras oméga-3 (DHA, EPA).
Dans la population générale, les carences nutritionnelles sont très rares (mis à part pour la vitamine D). Cependant, certains groupes de la population, comme les enfants, personnes âgées et femmes enceintes, sont plus à risque et peuvent se voir prescrire des compléments alimentaires. C'est le cas également des personnes végétaliennes pour qui une supplémentation en vitamine B12 est nécessaire.
Une supplémentation en certains acides aminés comme l'arginine a été proposée dans le traitement de certains cancers.[réf. nécessaire]